# Segon govern Philippe
El segon govern Philippe és el quaranta-unè govern de la Cinquena República francesa. És el segon govern format per Édouard Philippe sota el President Emmanuel Macron, després de les Eleccions legislatives franceses de 2017 i la dissolució del primer govern Philippe el 19 de juny de 2017. El formaren La República en marxa! (LREM), Moviment Demòcrata (Modem), Partit Radical d'Esquerra (PRG), Cap sur l'avenir (CSA) i dissidents d'Els Republicans i Partit Socialista.

## Antecedents
El segon govern Philippe va ser format després d'un escàndol entre ministres durant el primer govern Philippe. La République En Marche!, aliats del Moviment Demòcrata (Mòdem) va fer front a un escàndol després que el partit va utilitzar fons de l'UE per pagar treballadors de partit. La ministra de defensa Sylvie Goulard va ser la primera en fer un pas, dimitint el 20 de juny de 2017. L'endemà, el ministre de Justicia François Bayrou i la ministra d'Afers europeus, Marielle de Sarnez van fer el mateix. Richard Ferrand, Ministre de Cohesió Territorial, va dimitir el 19 de juny de 2017 seguint les al·legacions editorials de nepotisme de Le Canard enchaîné el 24 de maig de 2017. Macron va defensar Ferrand malgrat les al·legacions i l'enquesta pública que mostrava que el 70% dels enquestats volien que Ferrand plegués. L'1 de juliol de 2017, un fiscal regional va anunciar que les autoritats havien llançat una investigació preliminar a Ferrand. Ferrand va respondre a les al·legacions dient que tot era "legal, públic i transparent". Va ser un dels membres fundadors de La República En Marxa I actualment és el President de l'Assemblea Nacional.

## Mandat
El seu mandat va estar marcat per una reforma del Codi del Treball, una llei de reforma de la SNCF, el cas Benalla, del que va sobreviure a dos mocions de confiança, la primera, presentada per Els Republicans va obtenir 103 sis, mentre la segona, presentada pels grups Socialistes et apparentés, Gauche démocrate et républicaine i La France Insoumise va obtenir 63 vots, sense assolir el quòrum de 289 vots requerits a l'Assemblea Nacional.l'afer McKinsey, la revelació de conflictes d'interessos a través dels papers d'Uber, les manifestacions de les Armilles Grogues i el gran debat nacional que va seguir, com així com un primer projecte de reforma impugnada de les pensions, l'establiment d'una convenció ciutadana pel clima i la pandèmia de la COVID-19. Després del moviment d'armilles grogues es va iniciar una moció de confiança pel Partit Socialista, el Partit Comunista Francès i La France Insoumise el 13 de desembre de 2018 però el govern va sobreviure fàcilment, ja que només van tenir 70 vots a favor lluny del número requerit de 289.

## Composició
| Lloc                                                            | Nom                  | Partit | Partit                                     |
| --------------------------------------------------------------- | -------------------- | ------ | ------------------------------------------ |
| primer ministre                                                 | Édouard Philippe     |        | LR, posterior Dretes diverses (DVD)        |
| Ministres                                                       |                      |        |                                            |
| Ministre de Transició Ecològica i Solidària                     | Élisabeth Borne      |        | REM                                        |
| Conseller dels segells, ministre de justícia                    | Nicole Belloubet     |        | Esquerres diverses (DVG)                   |
| Ministre d'Europa i Afers Exteriors                             | Jean-Yves Le Drian   |        | PS, posterior Esquerres diverses (DVG)     |
| Ministre de Defensa                                             | Florence Parly       |        | Esquerres diverses (DVG)                   |
| Ministre d'Interior                                             | Christophe Castaner  |        | REM                                        |
| Ministre de Cohesió i Relacions Territorials amb els ens locals | Jacqueline Gourault  |        | MoDem                                      |
| Ministre de Solidaritat i Salut                                 | Agnès Buzyn          |        | SE, posteriorment REM                      |
| Ministre d'Economia i Finances                                  | Bruno Le Maire       |        | LR, posteriorment REM                      |
| Ministre de Cultura                                             | Franck Riester       |        | Agir                                       |
| Ministre de Treball                                             | Muriel Pénicaud      |        | Esquerres diverses (DVG), més endavant REM |
| Ministre d'Educació i Joventut Nacional                         | Jean-Michel Blanquer |        | Dretes diverses (DVD), posteriorment REM   |
| Ministre d'Agricultura i Alimentació                            | Didier Guillaume     |        | Esquerres diverses (DVG)                   |
| Ministre d'Acció i Comptes Públics                              | Gérald Darmanin      |        | LR, posteriorment REM                      |
| Ministre d'Educació Superior, Recerca i Innovació               | Frédérique Vidal     |        | SE, posteriorment REM                      |
| Ministra d'ULtramar                                             | Annick Girardin      |        | PRG, posteriorment SR                      |
| Ministre de l'Esport                                            | Roxana Mărăcineanu   |        | SE                                         |

Ministres diputats
| Lloc                                | Ministeri relacionat                                              | Nom                | Partit | Partit                |
| ----------------------------------- | ----------------------------------------------------------------- | ------------------ | ------ | --------------------- |
| Ministre de Relacions amb Parlament | Primer ministre                                                   | Marc Fesneau       |        | Mòdem                 |
| Ministre d'Autoritats Locals        | Ministre de Relacions i Cohesió Territorial amb Autoritats Locals | Sébastien Lecornu  |        | LR, posteriorment REM |
| Ministre de la Ciutat i Allotjament | Ministre de Relacions i Cohesió Territorial amb Autoritats Locals | Julien Denormandie |        | REM                   |

Secretaris d'Estat
| Lloc                                                                         | Ministre relacionat                                 | Nom                    | Partit | Partit                             |
| ---------------------------------------------------------------------------- | --------------------------------------------------- | ---------------------- | ------ | ---------------------------------- |
| Portaveu de govern                                                           | Primer ministre                                     | Sibeth Ndiaye          |        | REM                                |
| Secretari d'Estat per Igualtat de Gènere i la Lluita en contra Discriminació | Primer ministre                                     | Marlène Schiappa       |        | REM                                |
| Secretari d'Estat per Persones Discapacitades                                | Primer ministre                                     | Christelle Dubos       |        | REM                                |
| Secretari d'Estat                                                            | Ministre de Transició Ecològica i Solidària         | Emmanuelle Wargon      |        | SE                                 |
| Secretari d'Estat                                                            | Ministre de Transició Ecològica i Solidària         | Brune Poirson          |        | REM                                |
| Secretari d'Estat per Afers europeus                                         | Ministre d'Europa i Afers Estrangers                | Amélie de Montchalin   |        | REM                                |
| Secretari d'Estat                                                            | Ministre d'Europa i Afers Estrangers                | Jean-Baptiste Lemoyne  |        | LR, després REM                    |
| Govern de França                                                             | Ministre de les Forces armades                      | Geneviève Darrieussecq |        | Mòdem                              |
| Secretari d'Estat                                                            | Ministre de Joventut i Educació Nacional            | Gabriel Attal          |        | REM                                |
| Secretari d'Estat                                                            | Ministre de Solidaritat i Salut                     | Christelle Dubos       |        | REM                                |
| Secretari d'Estat per Protecció de la infància                               | Ministre de Solidaritat i Salut                     | Adrien Taquet          |        | REM                                |
| Secretari d'Estat pel Sector Digital                                         | Ministre de l'Economia i de Comptes i Acció Pública | Cédric O               |        | REM                                |
| Secretari d'Estat                                                            | Ministre de l'Economia i Finança                    | Agnès Sàrria-Runacher  |        | REM                                |
| Secretari d'Estat                                                            | Ministre de Comptes i Acció Pública                 | Olivier Dussopt        |        | PS, més tard Dretes diverses (DVD) |
| Secretari d'Estat                                                            | Ministre de l'Interior                              | Laurent Nuñez          |        | SE                                 |

### Canvis
- El 24 de novembre de 2017, Christophe Castaner va ser reemplaçat com a Portaveu de Govern per Benjamin Griveaux, que va ser reemplaçat com a Secretari d'Estat al Ministeri de l'Economia i Finances per Delphine Gény-Stephann, mentre que el socialista Olivier Dussopt va ser nomentat com a Secretari d'Estat al Ministeri de Comptes i Acció Pública.[17]
- El 28 d'agost de 2018, Nicolas Hulot va anunciar la seva dimissió del govern durant una entrevista radiofònica en directe a França Inter. El 4 de setembre, Laura Flessel va anunciar la seva dimissió del govern, amb les seves substitucions respectives: Francois de Rugy i Roxana Mărăcineanu.[18][19]
- L'1 d'octubre de 2018, el Ministre de l'Interior Gérard Collomb porta la seva dimissió al President Macron que la rebutja. Hi torna uns quants dies més tard i Emmanuel Macron accepta la dimissió. El President Macron pregunta aleshores al Primer ministre Édouard Philippe per la forma d'actuar tan interina.[20]
- El 16 d'octubre de 2018, Christophe Castaner és nomenat Ministre de l'Interior, el qual posa final a la crisi del govern Édouard Philippe. Marc Fesneau reemplaça Christophe Castaner a Relacions amb Parlament. Franck Riester és nomenat Ministre de Cultura per reemplaçar Françoise Nyssen. Didier Guillaume és nomenat Ministre d'Agricultura i Alimentació en substitució de Stéphane Travert. Jacqueline Gourault és nomenat Ministre de Cohesió Territorial per reemplaçar Jacques Mézard i la seva cartera és ampliada amb Relacions amb autoritats locals. Delphine Gény-Stephann no és renovada. També es nomena Gabriel Attal com a Secretari d'Estat d'Educació Nacional, Laurent Nuñez d'Interior, Christelle Dubos de Solidaritat i Salut, Agnès Sàrria-Runacher d'Economia i Emmanuelle Wargon d'Ecologia. A més a més, diversos membres del govern tenen les seves competències modificades (Sébastien Lecornu, Mounir Mahjoubi) o ampliades (Jean-Michel Blanquer, Marlene Schiappa, Julien Denormandie).[21]
- El 25 de gener de 2019, Adrien Taquet és nomenat Secretari d'Estat per Protecció a la Infància amb la Ministra de Solidaritat i Salut, Agnès Buzyn.[22]
- El 27 de març de 2019, en vista de les eleccions europees de 2019 i les eleccions municipals de 2020 a París, Nathalie Loiseau, Benjamin Griveaux, i Mounir Mahjoubi deixen les seves responsabilitats de govern, amb Le Drian assumint temporalment les responsabilitats del ministeri de Loiseau.[23]
- El 31 de març de 2019, Amélie de Montchalin és nomenada Secretària d'Estat pels Afers europeus, succeint Nathalie Loiseau. Sibeth Ndiaye és nomenada Portaveu de Govern, succeint Benjamin Griveaux. Cédric O és nomenat Secretari d'Estat per l'Economia Digital, succeint Mounir Mahjoubi.[24]
- El 16 de juliol de 2019, després de diverses revelacions de Mediapart, François de Rugy, Ministre de Transició Ecològica i Inclusiva, dimiteix. És reemplaçat per Élisabeth Borne, anteriorment Ministra de Transport. A diferència del seu predecessor, no és nomenada Ministra d'Estat.[25][26]

## Galeria

### Primer ministre
| Retrat           | Lloc            | Nom | Nom              | Partit                             |
| ---------------- | --------------- | --- | ---------------- | ---------------------------------- |
| Édouard Philippe | Primer ministre |     | Édouard Philippe | LR, més tard Dretes diverses (DVD) |

### Ministres
| Retrat               | Lloc                                                                         | Nom | Nom                  | Partit                                |
| -------------------- | ---------------------------------------------------------------------------- | --- | -------------------- | ------------------------------------- |
| Nicole Belloubet     | Guardià dels segells, Ministre de Justice                                    |     | Nicole Belloubet     | Esquerres diverses (DVG)              |
| Jean-Yves Le Drian   | Ministre d'Europa i Afers Estrangers                                         |     | Jean-Yves Le Drian   | PS, més tard Dretes diverses (DVG)    |
| Florence Parly       | Ministre de Defensa                                                          |     | Florence Parly       | Esquerres diverses (DVG)              |
| Élisabeth Aguantada  | Ministre de Transició Ecològica i Solidària                                  |     | Élisabeth Borne      | REM                                   |
| Agnès Buzyn          | Ministra de Solidaritat i Salut                                              |     | Agnès Buzyn          | SE, més tard REM                      |
| Bruno Le Maire       | Ministre de l'Economia i Finança                                             |     | Bruno Le Maire       | LR, més tard REM                      |
| Muriel Pénicaud      | Ministra de Treball                                                          |     | Muriel Pénicaud      | Esquerres diverses (DVG), després REM |
| Jean-Michel Blanquer | Ministre de Joventut i Educació Nacional                                     |     | Jean-Michel Blanquer | Dretes diverses (DVD), després REM    |
| Gérald Darmanin      | Ministre de Comptes i Acció Pública                                          |     | Gérald Darmanin      | LR, després REM                       |
| Christophe Castaner  | Ministre d'Interior                                                          |     | Christophe Castaner  | REM                                   |
| Frédérique Vidal     | Ministre d'Educació superior, Recerca i Innovació                            |     | Frédérique Vidal     | SE, després REM                       |
| Jacqueline Gourault  | Ministre de Relacions i Cohesió Territorial amb col·lectivitats territorials |     | Jacqueline Gourault  | Mòdem                                 |
| Annick Girardin      | Ministre de l'Ultramar                                                       |     | Annick Girardin      | PRG॥॥.PRG.॥॥                          |
| Franck Riester       | Ministre de Cultura                                                          |     | Franck Riester       | Agir                                  |
| Didier Guillaume     | Ministre d'Agricultura                                                       |     | Didier Guillaume     | Esquerres diverses (DVG)              |
| Roxana Maracineanu   | Ministre d'Esport                                                            |     | Roxana Maracineanu   | SE                                    |

| Retrat             | Lloc                                | Ministre relacionat                                               | Nom | Nom                | Partit |
| ------------------ | ----------------------------------- | ----------------------------------------------------------------- | --- | ------------------ | ------ |
| Marc Fesneau       | Ministre de Relacions amb Parlament | Primer ministre                                                   |     | Marc Fesneau       | Mòdem  |
| Sébastien Lecornu  | Ministre d'Autoritats Locals        | Ministre de Relacions i Cohesió Territorial amb Autoritats Locals |     | Sébastien Lecornu  | REM    |
| Julien Denormandie | Ministre de la Ciutat i Allotjament | Ministre de Relacions i Cohesió Territorial amb Autoritats Locals |     | Julien Denormandie | REM    |

### Secretaris d'Estat
| Retrat                 | Lloc                                                                     | Ministre adjunt                                   | Nom | Nom                    | Festa                               |
| ---------------------- | ------------------------------------------------------------------------ | ------------------------------------------------- | --- | ---------------------- | ----------------------------------- |
|                        | Portaveu del govern                                                      | primer ministre                                   |     | Sibeth Ndiaye          | REM                                 |
| Marlène Schiappa       | Secretaria d'Estat d'Igualtat de Gènere i Lluita contra la Discriminació | primer ministre                                   |     | Marlène Schiappa       | REM                                 |
| Sophie Cluzel          | Secretaria d'Estat de Persones amb Discapacitat                          | primer ministre                                   |     | Sophie Cluzel          | SE                                  |
| Emmanuelle Wargon      | secretari d'Estat                                                        | Ministre d'Estat, ministre de transició ecològica |     | Emmanuelle Wargon      | SE                                  |
| Brune Poirson          | secretari d'Estat                                                        | Ministre d'Estat, ministre de transició ecològica |     | Brune Poirson          | REM                                 |
|                        | Secretaria d'Estat d'Afers Europeus                                      | Ministre d'Europa i Afers Exteriors               |     | Amélie de Montchalin   | REM                                 |
| Jean-Baptiste Lemoyne  | secretari d'Estat                                                        | Ministre d'Europa i Afers Exteriors               |     | Jean-Baptiste Lemoyne  | LR, posteriorment REM               |
| Geneviève Darrieussecq | secretari d'Estat                                                        | Ministra de Defensa                               |     | Geneviève Darrieussecq | MoDem                               |
| Christelle Dubos       | secretari d'Estat                                                        | Ministre de Solidaritat i Salut                   |     | Christelle Dubos       | REM                                 |
| Adrien Taquet          | Secretaria d'Estat de Protecció de la Infància                           | Ministre de Solidaritat i Salut                   |     | Adrien Taquet          | REM                                 |
|                        | Secretaria d'Estat del Sector Digital                                    | Ministre d'Economia i Finances                    |     | Cédric O               | REM                                 |
| Agnès Pannier-Runacher | secretari d'Estat                                                        | Ministre d'Economia i Finances                    |     | Agnès Pannier-Runacher | REM                                 |
| Olivier Dussopt        | secretari d'Estat                                                        | Ministre d'Acció i Comptes Públics                |     | Olivier Dussopt        | PS, posterior Dretes diverses (DVG) |
| Gabriel Attal          | secretari d'Estat                                                        | Ministre d'Educació i Joventut Nacional           |     | Gabriel Attal          | REM                                 |
| Laurent Nuñez          | secretari d'Estat                                                        | Ministre de l'Interior                            |     | Laurent Nuñez          | SE                                  |